# Verena Eberle
Verena Eberle   (Múnic, 13 de novembre de 1950), de casada Hawe, és una nedadora alemanya, ja retirada, especialista en braça, que va competir sota bandera de la República Federal Alemanya durant les dècades de 1960 i 1970.
El 1968 va prendre part en els Jocs Olímpics d'Estiu de Ciutat de Mèxic on va disputar dues proves del programa de natació. En ambdues proves, els 100 i 200 metres braça, quedà eliminada en sèries. Quatre anys més tard, als Jocs de Múnic, va disputar tres proves del programa de natació. Fent equip amb Gudrun Beckmann, Silke Pielen i Heidemarie Reineck guanyà la medalla de bronze en els 4x100 metres estils, en els 100 metres braça fou sisena i en els 200 metres braça quedà eliminada en sèries. Es retirà a la fi dels Jocs de Múnic. Aquell mateix 1972 va guanyar el campionat de la RFA dels 100 metres braça.